# Namibiotrupes zumpti
Namibiotrupes zumpti är en skalbaggsart som beskrevs av Frey 1955. Namibiotrupes zumpti ingår i släktet Namibiotrupes och familjen Bolboceratidae. Inga underarter finns listade i Catalogue of Life.